# Mieczysław Piniński
Mieczysław Maria Juliusz Piniński herbu Jastrzębiec (ur. 1 stycznia 1862 w Grzymałowie, zm. 14 czerwca 1918 w Karlovych Varach) – ziemianin, literat, polityk konserwatywny, poseł na Sejm Krajowy i do austriackiej Rady Państwa, hrabia.
Ukończył gimnazjum w Tarnopolu, a następnie Akademię Rolniczą w Dublanach. Ziemianin, właściciel dóbr tabularnych Sadki, pow. Zaleszczyki oraz dóbr Grzęda z Wulką, w pow. lwowskim. W l. 1884-1902 działacz Towarzystwa Oświaty Ludowej we Lwowie. Członek oddziału podolskiego Galicyjskiego Towarzystwa Gospodarskiego we Lwowie (1895-1902). Członek Wydziału Okręgowego w Zaleszczykach Galicyjskiego Towarzystwa Kredytowego Ziemskiego (1898-1902). Wiceprezes Powiatowej Kasy Oszczędności w Zaleszczykach (1898-1901). Rzeczoznawca ds. majątków ziemskich Sądu Obwodowego w Tarnopolu (1899-1902).
Z poglądów konserwatysta, należał do podolaków. Członek Rady Powiatu w Zaleszczykach (1895-1902) oraz wiceprezes (1896-1898) i członek (1898-1902) Wydziału Powiatowego w Zaleszczykach. W 1901 w miejsce zmarłego 3 maja 1900 Szczęsnego Koziebrodzkiego został posłem do Sejmu Krajowego VII kadencji z kurii IV z okręgu 38 – Skałat. Poseł do austriackiej Rady Państwa X kadencji (31 stycznia 1901 – 30 stycznia 1907), z kurii V powszechnej, z okręgu nr 14 (Kołomyja-Nadwórna-Bohorodczany-Kossów-Śniatyń). Członek frakcji posłów konserwatywnych podolaków Koła Polskiego w Wiedniu.
Był także publicystą, autorem powieści i nowel m.in.:
- W sprawie ruchu ludowego. Szlachcic wiejski galicyjski, Lwów 1900
- Szkice z życia wiejskiego. Lwów 1901,
- Nowiny. Ankieta. Stary (szkice z życia wiejskiego), Lwów 1905
- Onuferko. Dziewka. Znakomitości, Lwów 1906
- Do widzenia. Powieść, Lwów 1907

Pochowany w grobowcu rodzinnym na Cmentarzu Łyczakowskim we Lwowie.

## Rodzina i życie prywatne
Syn Leonarda Pinińskiego (1824–1886) i Julii z Nikorowiczów. Miał trzech braci Stanisława Antyma (1854-1911), namiestnika Galicji Leona Jana (1857-1938), i Aleksandra Augusta (1864-1902). Był od 1887 mężem Antoninny z Czosnowskich, nie mieli dzieci. Powtórnie ożenił się z Heleną z Gregorowiców z którą miał syna Franciszek Ksawery Piniński(1896-1959) oraz Mieczysława Juliusza Mariana(1901-1920) oraz adoptowaną córkę Marię Gregorowic. Jego bratankami byli Władysław (1893–1945) i Mieczysław (1895–1945).